# 보롭스크

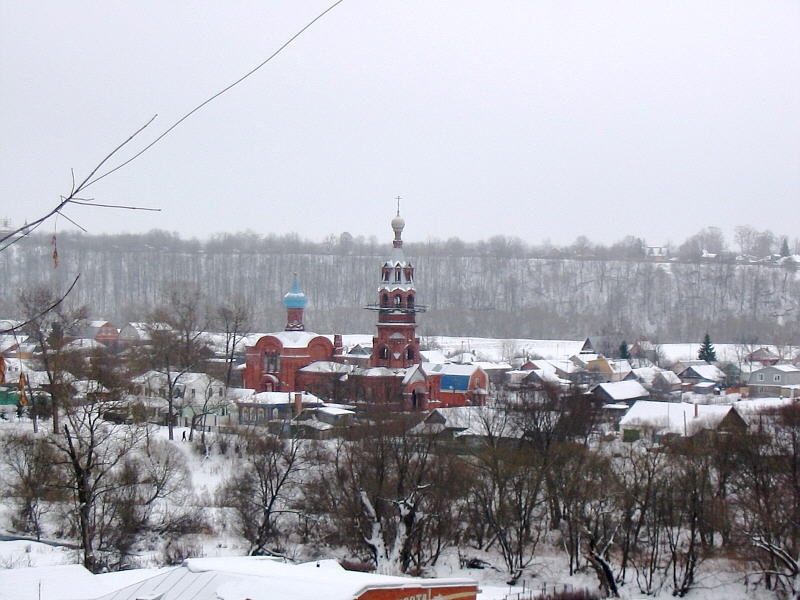

보로프스크(Бо́ровск)는 칼루가 주에 있는 도시로, 인구는 1만2,000명이다. 보롭스키 군의 중심지이다.